# Regionalväg 110

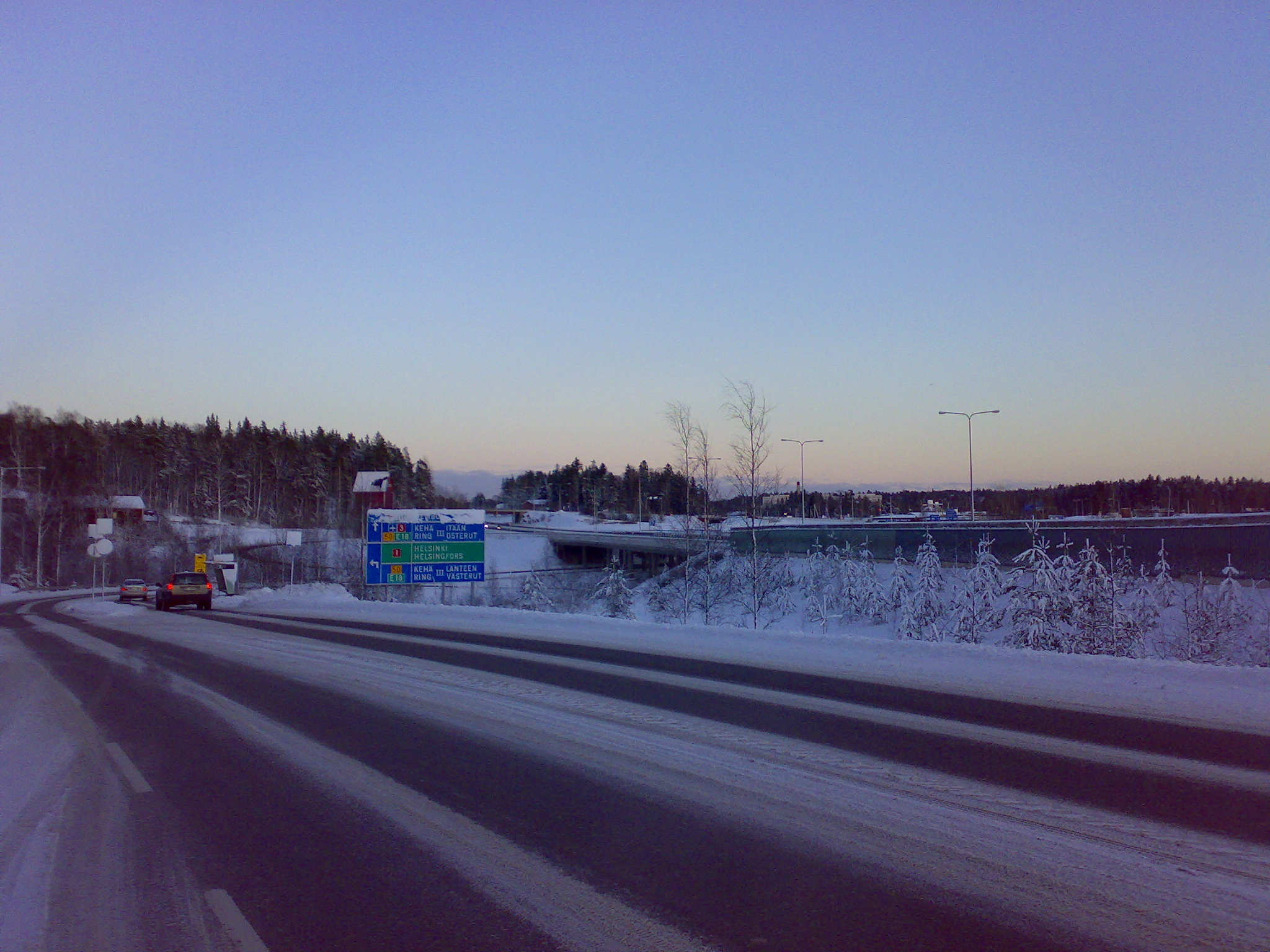
Regionalväg 110 i Esbo

Regionalväg 110 är en landsväg i Finland. Vägen är den äldre sträckningen av Riksväg 1 där riksvägen byggts ut till motorväg. I huvudstadsregionen kallas vägen för Åbovägen.